# Johan Banér

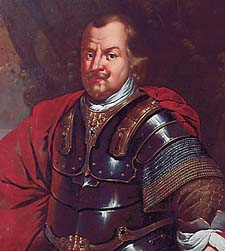
Johan Banér

Johan Gustav Banér (ur. 23 czerwca 1596 Djursholm, zm. 10 maja 1641 w Halberstadt) – szwedzki marszałek polny z czasów wojny trzydziestoletniej.

## Początki
Jego ojciec i wuj zostali oskarżeni o zdradę za poparcie udzielone królowi Zygmuntowi I i ścięci w 1600. Pomimo że to ojciec Gustawa Adolfa kazał stracić ojca i wuja Banéra, już we wczesnych latach Banér został bliskim przyjacielem Gustawa Adolfa. Głównie z tego powodu król Szwecji zaraz po koronacji zwrócił skonfiskowane majątki rodzinie Banérów.
Służbę w szwedzkiej armii rozpoczął w 1615 od udziału w oblężeniu Pskowa. Służył, wyróżniając się w wojnach z Rosją i Polską. W 1621 został ranny podczas oblężenia Rygi. W wieku 25 lat został pułkownikiem.

## Pierwsze lata interwencji szwedzkiej w Rzeszy
W 1630 król Szwecji Gustaw II Adolf wylądował na terenie dzisiejszych Niemiec. Jednym z najważniejszych podwładnych króla był Banér, służący w kampanii w północnych Niemczech. Na początku dowodził szwedzką kawalerią prawego skrzydła w I bitwie pod Breitenfeld w 1631. Brał udział w zdobyciu Augsburga i Monachium, szczególnie wykazał się w bitwach nad rzeką Lech i pod Donauwörth. W czasie nieudanego ataku na obóz Wallensteina pod Alte Veste Banér został ranny i wkrótce potem, gdy Gustaw Adolf maszerował na Lützen, jego generał pozostał z częścią sił na zachodzie, gdzie wiązał wojska cesarskiego generała Johana von Aldringena. Dwa lata później, w 1634, już jako feldmarszałek, Banér z 16 000 żołnierzy wkroczył do Czech, połączył się z armią saską i następnie ruszył na Pragę. Zwycięski marsz przerwała katastrofalna klęska Bernarda Weimarskiego w bitwie pod Nördlingen.

## Po pokoju w Pradze
30 maja 1635 protestanci niemieccy podpisali z cesarzem pokój w Pradze pod hasłem wypędzenia wszystkich obcych wojsk z Niemiec, co dodatkowo utrudniło sytuację wojsk szwedzkich. Jednak zwycięstwa odniesione przez połączone siły Banéra, Wrangla i Torstenssona pod Kyritz i Wittstock (4 października 1636) przywróciły wpływy Szwedów w centralnych Niemczech.
W 1637 Banér z powodu ogromnej przewagi liczebnej wojsk nieprzyjacielskich nie był w stanie stawić im czoła. Ratując z najwyższą trudnością garnizon oblężony w Torgau, wycofał się za Odrę na Pomorze Szwedzkie.

## Okres francusko-szwedzki
Czynne wystąpienie Francji zmieniło układ sił i Banér w latach 1637–1638 znowu najechał północne Niemcy, gdzie zadał klęskę wodzowi cesarskiemu Matthiasowi Gallasowi. W 1639 ruszył na południe i pobił Austriaków i Sasów pod Chemnitz, a następnie ponownie najechał Czechy, skąd w 1640 został jednak wyparty przez wojska cesarskie dowodzone przez Octavia Piccolominiego i Melchiora von Hatzfeldta. Zimę 1640–1641 Banér spędził na zachodzie. Jego ostatnim osiągnięciem było połączenie swej armii z Francuzami nad Dunajem. Rozbijając obóz w środku zimy (rzadki przypadek w XVII w.) połączył się z francuską armią hrabiego de Guébriant, po czym zaskoczył Ratyzbonę podczas posiedzenia sejmu. Tylko załamanie się lodu na Dunaju przeszkodziło mu w zdobyciu tej miejscowości.

## Śmierć
Później Banér wycofał się do Halberstadt. Tam 10 maja 1641 zmarł, a przed śmiercią zdążył wyznaczyć na swego następcę Lennarta Torstenssona.
Banér należał do tych wodzów, których podwładni uwielbiali. Dzielił on ze swymi żołnierzami wszystkie trudy obozowego życia, interesował się ich sprawami, wyczuwał ich potrzeby. To powodowało, że gotowi byli z najwyższą gorliwością wykonać każdy jego rozkaz. Banér uważany był za jeszcze większy talent wojskowy niż sam Gustaw II Adolf. Otrzymał wiele ofert przejścia na służbę cesarską, jednakże nie uległ żadnej z tych propozycji.